# Il vincitore (album)
Il vincitore è un album-cover di Riccardo Fogli contenente 14 canzoni pubblicato nel 2004. Riccardo è stato in quell'anno protagonista della vittoria a Music Farm.

## Tracce
1. I migliori anni della nostra vita
2. Pensiero
3. L'arcobaleno
4. Quella carezza della sera
5. Fatti mandare dalla mamma
6. Piccola Katy
7. Noi due nel mondo e nell'anima
8. Io vagabondo
9. L'anno che verra'
10. Pierre
11. Vecchio frack
12. Tanta voglia di lei
13. L'emozione non ha voce
14. Storie di tutti i giorni